# Лемэр, Алексис
Алексис Лемэр (фр. Alexis Lemaire); (род. 1980) —  рекордсмен по вычислениям в уме корней 13-й степени. Получил степень доктора компьютерных наук, связанных с искусственным интеллектом в Реймсском университете.
10 декабря 2007 Алексис Лемэр установил очередной рекорд, вычислив корень 13-й степени из 200-значного числа за 70,2 секунды. Ответ равнялся 2 407 899 893 032 210. Измерение проводилось в Британском Музее науки, число было случайно выбрано компьютером.
Ранее Лемэр совершенствовался в извлечении корня 13-й степени из 100-значного числа, пока в 2004 году не довёл свой результат до 3,62 секунд, вычислив за это время корень 13-й степени из числа 3 893 458 979 352 680 277 349 663 255 651 930 553 265 700 608 215 449 817 188 566 054 427 172 046 103 952 232 604 799 107 453 543 533, который равен 45 792 573.